# Sveriges damlandslag i fotboll
Sveriges damlandslag i fotboll är det landslag som representerar Sverige i fotboll på damsidan. Laget har sedan det internationella fotbollsförbundet Fifa införde världsranking för damerna 2003 pendlat mellan första och elfte plats på denna ranking. Efter bronset i VM 2023 så placerades Sverige på en förstaplats i världsrankingen vilket även är damlandslagets högsta placering genom tiderna.
År 2009 fick laget en egen nationalarena, Gamla Ullevi i Göteborg.

## Historik

### 1960-talet
1964 mötte ett lag från Löberöd i Skåne ett lag sammansatt av spelare från flera danska lag, och det danska laget vann med 7–0. I maj 1968 mötte ett svenskt lag, i tidningarna benämnt som "svenskt landslag", det danska laget Femina i Danmark och förlorade med 7–0. Inför matchen hade det svenska laget tränats av en manlig svensk fotbollsspelare i Division 1 samt svenska landslaget, och bestod av studenter vid Lunds universitet. 1969 deltog ett skånskt lag, som skulle representera Sverige, i en turnering i Danmark med lag från Danmark och det dåvarande Tjeckoslovakien.

### 1970-talet
Åren 1970 och 1971 spelades fyra inofficiella landskamper mot danska lag. De svenska spelarna kom främst från lag i Skåne, Västergötland och Stockholmsregionen . Bland annat föll man med 5–0 mot Danmark, som vunnit inofficiella VM 1970, i kvalet till ett inofficiellt VM 1971. En av matcherna, som spelades i Köpenhamn, vanns av Danmark med 4–3 inför 6 400 åskådare.
Sveriges damlandslag i fotboll spelade sin första officiella landskamp i Mariehamn på Åland den 25 augusti 1973. Finland stod för motståndet, och matchen slutade 0–0. Åren 1974–1982 spelades varje år nordiska mästerskap i fotboll för damer. Sverige vann denna turnering fem gånger i rad 1977–1981.

### 1980-talet
Sverige vann det inofficiella Europamästerskapet i fotboll för damer 1984. Matcherna spelades i 2x35 minuter och med en mindre boll (storlek 4). I EM 1987 förlorade Sverige med 1–2 mot Norge i finalmatchen, som spelades i Oslo i Norge den 14 juni 1987. 1989 vann Sverige EM-brons.

### 1990-talet
VM 1991
1991 spelades det första officiella världsmästerskapet i fotboll för damer (FIFA Women's World cup) där Sverige tog VM-brons efter förlust mot Norge i semifinalen och sedan seger mot Tyskland i bronsmatchen.
EM 1995
Europamästerskapen spelade 11 december 1994-26 mars 1995 utan officiell värdnation, där finalen spelades i Tyskland. Mästerskapet bestod av dubbelmöten i alla matcher, förutom finalen. Det spelades i två gruppomgångar. Vinnarna i omgång 1 gick vidare till omgång 2, där 2 gruppvinnare möttes, ungefär som en kvartsfinal i dagens bemärkelse.
Sverige vann grupp 4 i omgång 1 mot Slovakien och Lettland. Matcherna mot Lettland slutade 5-0 respektive 9-0 och matcherna mot Slovakien slutade 2-0 respektive 6-0. 
I omgång 2 mötte Sverige Danmark, där matcherna slutade 0-2 respektive 3-0. Detta gav ett totalresultat på 3-2, vilket innebar att Sverige gick vidare till semifinal.
Semifinalen spelades mot Norge, där matcherna slutade 3-4 respektive 4-1 med ett totalresultat på 7-5. Sverige förlorade emellertid finalen mot Tyskland med 2-3 och fick således EM-silver.
VM 1995
Det andra officiella världsmästerskapet i fotboll spelades i Sverige, några månader efter EM, mellan 5 och 8 juni. Landslaget spelade i grupp A mot Tyskland, Japan och Brasilien. De kom 2:a i gruppen efter blivande guldmedaljören Tyskland. Sverige vann mot Tyskland med 3-2 samt mot Japan med 2-0. De förlorade mot Brasilien med 0-1. 
Sverige åkte ut i kvartsfinalen mot Kina där matchen gick till straffar som Kina vann med 3-4 (1-1). 

### 2000-talet

#### 2000–2005
2001 vann Sverige liksom 1995 EM-silver efter finalförlust mot Tyskland.
Under Marika Domanski Lyfors tränarskap 1996–2005 vann Sverige VM-silver 2003 efter finalförlust mot Tyskland. I OS 2004 tog sig Sverige till semifinal där de förlorade med 0–1 mot Brasilien och slutade på 4:e plats efter förlust mot Tyskland med 0–1 i bronsmatchen. I EM 2005 förlorade Sverige med 2–3 mot Norge i semifinalen. 2007 tränade Domanski Lyfors Kinas damer.

#### 2005–2012 (Thomas Dennerby)

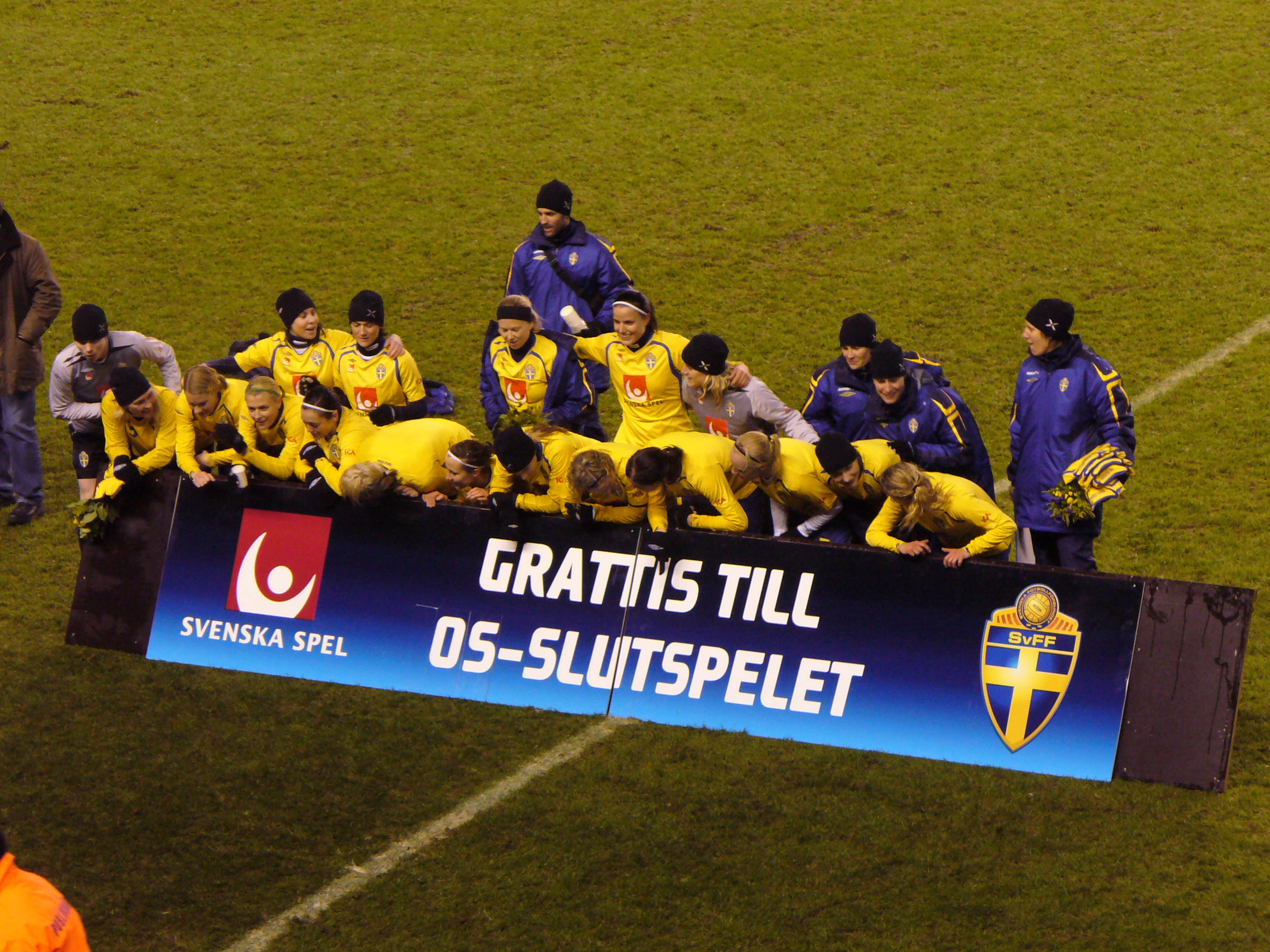
Landslaget på Råsundastadion, klara för 2008 års olympiska turnering.

Från juli 2005 fram var Thomas Dennerby förbundskapten med assistans från Lilie Persson. Under denna period vann Sverige 18 matcher, spelade sex oavgjorda och förlorade fem (varav tre mot USA), tog två tredjeplatser i Algarve Cup och som bäst en tredjeplats på världsrankingen.

#### VM 2007
Efter säsongen 2006 avslutade lagkaptenen Malin Moström sin elitkarriär. Ny kapten blev Victoria Sandell Svensson.
Den 24 september 2006 kvalificerade sig Sverige för spel i VM 2007 i Kina genom att vinna en kvalmatch mot Tjeckien med 2–0 på Värendsvallen i Växjö i Sverige.
I VM 2007 slutade Sverige på en tredjeplats i grupp B, på samma poäng som Nordkorea men med sämre målskillnad, och missade därmed avancemang till kvartsfinal. Sverige inledde med att spela 1–1 mot Nigeria efter att i 82:a minuten tappat sin 1–0-ledning. I andra matchen vann USA med 2–0 och inför den tredje gruppspelsmatchen mot Nordkorea krävdes seger med minst tre mål. Matchen slutade dock med 2–1 till Sverige vilket ledde till att Sverige missade avancemang från gruppspelet. Det var första gången damlandslaget misslyckades att gå vidare från gruppspelet och den slutliga placeringen i VM-slutspelet var den sämsta som uppnåtts dittills.

#### OS 2008
Efter resultatet i VM tvingades Sverige kvala till fotbollsturneringen i OS 2008 genom två matcher mot Danmark. 28 september 2007 lottade Uefa om spelordningen i OS-kvalmötena mellan Sverige och Danmark. Efter 4–2 den 8 november i Viborg och 3–1 på Råsunda i Stockholm 28 november blev Sverige klara för OS. Sverige förlorade premiärmatchen mot värdlandet Kina, men efter seger mot Argentina och Kanada gick laget till slutspel men förlorade i kvartsfinalen mot Tyskland med 0–2 efter förlängning.

#### EM 2009
I kvalet till Europamästerskapet 2009 tog Sverige tidigt ledningen gruppen efter att bland annat ha vunnit med 2–0 borta mot Italien, som är huvudkonkurrent i gruppen. Man vann även borta mot Rumänien med 7–0. Victoria Svensson satte rekord genom att göra fem mål i en och samma match, varav ett hattrick i första halvlek. Även Ungern besegrades hemma med 7–0.
Efter vinst borta mot Ungern med 6–0, hemmasegern mot Italien med 1–0 i maj, och bortavinsten mot Irland med 5–0 i juni 2008, var damlandslaget definitivt kvalificerade för EM-slutspelet 2009.
Hanna Ljungberg avslutade sin spelarkarriär precis före EM. Victoria Svensson lämnade landslaget efter EM, och efterträddes som lagkapten av Caroline Seger.

### 2010-talet

#### VM 2011
Sverige gick obesegrade vidare från gruppspelet efter 1–0 mot Colombia, 1–0 mot Nordkorea och 2–1 mot USA. I kvartsfinalen besegrades Australien med 3–1. Efter förlust med 3–1 i semifinalen mot de blivande världsmästarna Japan besegrades Frankrike med 2–1 i bronsmatchen.

#### OS 2012
Sverige vann sin grupp efter seger mot Sydafrika med 4–1 och oavgjort mot Japan (0–0) och Kanada (2–2). I kvartsfinalen blev Sverige utslaget efter förlust mot Frankrike med 1–2.

#### 2012–2017 (Pia Sundhage)
2012 blev Pia Sundhage ny förbundskapten för damlandslaget.

#### EM 2013

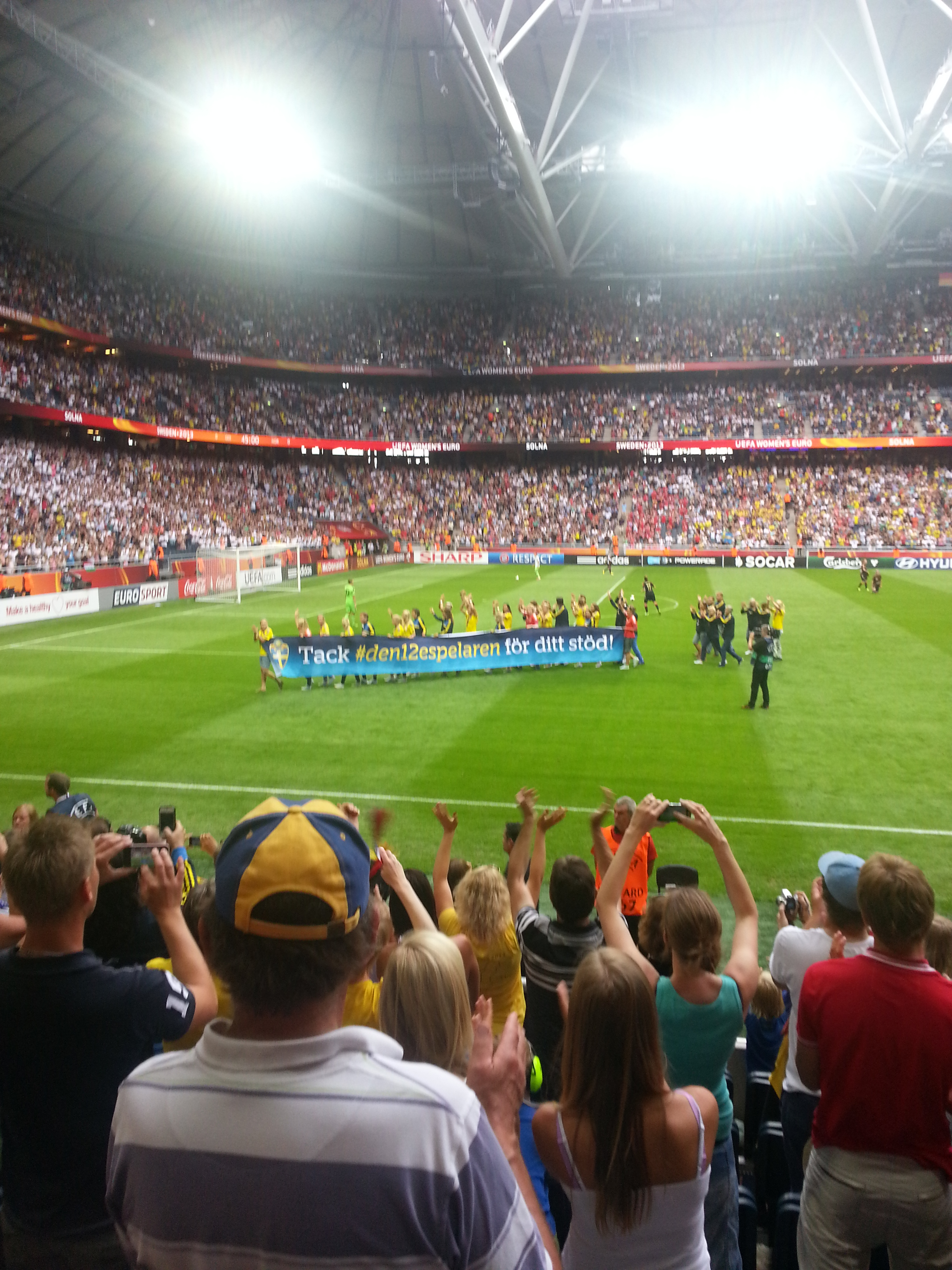
I pausen på finalmatchen mellan Tyskland och Norge passar Svenska damfotbollslandslaget på att tacka publiken för stödet under turneringen med en banderoll med texten "Tack #den12espelaren för ditt stöd!"

Sveriges första stora mästerskap under Sundhages ledning var EM 2013, där arrangerande Sverige delade bronset med Danmark.

#### VM 2015
Sverige slutade på tredje plats i gruppspelet efter att ha spelat oavgjort i de tre gruppspelsmatcherna mot Nigeria (3–3), USA (0–0) och Australien (1–1). Detta räckte för avancemang till åttondelsfinal där dock Tyskland vann med 4–1. Sverige hamnade på 16:e plats i mästerskapet.

#### OS 2016
I OS 2016 i Rio de Janeiro vann Sverige mot hemmanationen Brasilien i semifinalen efter straffsparkar, och fick revansch mot förlusten i semifinalen i OS 2004, och vann silvermedalj, och för första gången någonsin OS-medalj, efter förlust i finalen mot Tyskland med 1–2.

#### EM 2017
Sverige kvalificerade sig till EM 2017 där de nådde kvartsfinal, men förlorade där med 0–2 mot värdlandet och blivande Europamästarna Nederländerna.

#### VM 2019
Frankrike var värdland för 2019 års världsmästerskap i fotboll. Det svenska landslaget kom 2:a i grupp F efter USA. Resultaten i gruppspelsmatcherna blev 0-2 mot USA, 5-1 mot Thailand och 2-0 mot Chile.
Landslaget vann åttondelsfinalen mot Kanada med 1-0 och kvartsfinalen mot Tyskland med 2-1. Semifinalen förlorades de emellertid mot Nederländerna med 0-1.
Sverige vann bronsmatchen mot England med 2–1.

### 2020-talet

#### OS 2020
Sommaren 2021 (uppskjutet på grund av Covid-19-pandemin) spelades OS 2020 i Tokyo där Sverige vann andra silvret i rad. Turneringen inleddes med 3–0 vinst mot regerande världsmästaren USA och följdes av fem raka vinster som ställde Sverige i final mot Kanada. Sverige gjorde ett mål i första halvlek och Kanada i andra på straff efter en kollision mellan Amanda Ilestedt och Christine Sinclair. Matchen gick till förlängning och till sist vann Kanada med 4–3 i straffläggningen.

#### EM 2022
I oktober 2020 blev Sverige klart för EM 2022 och lottades senare in i grupp C tillsammans med  Portugal, Schweiz och regerande Europamästarna Nederländerna. Landslaget vann gruppen efter att ha spelat 1-1 mot Nederländerna, 2-1 mot Schweiz och 5-0 mot Portugal.
Sverige vann kvartsfinalen mot Belgien med 1-0 men förlorade semifinalen mot värdnationen och blivande guldmedaljören England med 4-0. Match om tredjeplatsen spelades inte. 

#### VM 2023
Efter 1–1 mot Irland 12 april 2022 kvalificerade sig landslaget för VM 2023 som spelades i Australien och Nya Zeeland.
Landslaget vann grupp G efter att de vunnit alla sina gruppspelsmatcher, 2–1 mot Sydafrika, 5–0 mot Italien och 2–0 mot Argentina. Åttondelsfinalen vann de mot regerande världsmästarna USA med 5–4 i straffar. Kvartsfinalen vann de mot Japan med 2–1 i fulltid. Semifinalen spelades den 15 augusti 2023, där förlorade Sverige med 1-2 mot blivande guldmedaljörerna Spanien efter ett sent spanskt mål i 90:e matchminuten.
Sverige tog hem VM-bronset efter bronsmatchen mot hemmanationen Australien med 2-0.
Mittbacken Amanda Ilestedt imponerade stort i mästerskapet med sina 4 mål, ett mål mindre än japanskan Hinata Miyazawa som vann Fifas utmärkelse Golden Boot. För Ilestedts bedrifter vann hon Fifas bronsboll, utmärkelsen för VM:ets tredje bästa spelare.

#### EM 2025
Landslaget toppade grupp C efter vinst i alla gruppspelsmatcher, 1-0 mot Danmark, 3-0 mot Polen och 4-1 mot Tyskland. Kvartsfinalen spelades mot England, som Sverige, efter sen kvittering av England i de 79' och 81' minuterna, ledde till förlängning och straffar. Sverige förlorade i den åttonde omgången efter straffavgörande mål av Lucy Bronze.

## Spelare

### Nuvarande landslagstrupp
Följande spelare ingick i spelartruppen i Nations League playoff mot Bosnien och Hercegovina den 28 februari 2024.
- Matcher och mål är uppdaterade per den 28 februari 2024.

| Nr | Pos. | Namn                    | Födelsedatum (ålder)     | Matcher | Mål |          | Klubb           |
| -- | ---- | ----------------------- | ------------------------ | ------- | --- | -------- | --------------- |
| 1  | MV   | Zećira Mušović          | 26 maj 1996              | 20      | 0   | England  | Chelsea         |
| 2  | F    | Jonna Andersson         | 2 januari 1993           | 93      | 3   | Sverige  | Hammarby IF     |
| 3  | F    | Linda Sembrant          | 15 maj 1987              | 146     | 18  | Italien  | Juventus        |
| 7  | A    | Madelen Janogy          | 12 november 1995         | 42      | 8   | Sverige  | Hammarby IF     |
| 9  | MF   | Kosovare Asllani        | 29 juli 1989             | 183     | 46  | Italien  | AC Milan        |
| 11 | A    | Stina Blackstenius      | 5 februari 1996          | 103     | 30  | England  | Arsenal         |
| 12 | MV   | Jennifer Falk           | 26 april 1993            | 21      | 0   | Sverige  | BK Häcken       |
| 14 | F    | Nathalie Björn          | 4 maj 1997               | 63      | 6   | England  | Chelsea         |
| 16 | MF   | Filippa Angeldahl       | 14 juli 1997             | 40      | 11  | England  | Manchester City |
| 19 | MF   | Johanna Rytting Kaneryd | 12 februari 1997 (26 år) | 25      | 2   | England  | Chelsea         |
| 20 | MF   | Hanna Bennison          | 16 oktober 2002          | 40      | 1   | England  | Everton         |
| 21 | MV   | Tove Enblom             | 20 november 1994         | 0       | 0   | Norge    | Vålerenga       |
| 22 | MF   | Olivia Schough          | 11 mars 1991             | 110     | 13  | Sverige  | Rosengård       |
|    | F    | Emma Kullberg           | 25 september 1991        | 12      | 0   | Italien  | Juventus        |
|    | F    | Hanna Lundkvist         | 17 juli 2002             | 8       | 0   | USA      | San Diego Wave  |
|    | F    | Amanda Nildén           | 7 augusti 1998           | 7       | 0   | England  | Tottenham       |
|    | F    | Josefine Rybrink        | 19 januari 1998          | 5       | 0   | Sverige  | BK Häcken       |
|    | A    | Anna Anvegård           | 10 maj 1997              | 29      | 9   | Sverige  | BK Häcken       |
|    | A    | Pauline Hammarlund      | 7 maj 1994               | 20      | 6   | Italien  | Fiorentina      |
|    | A    | Monica Jusu Bah         | 16 maj 2003              | 1       | 0   | Sverige  | BK Häcken       |
|    | A    | Rosa Kafaji             | 5 juli 2003              | 4       | 1   | England  | Arsenal FC      |
|    | MF   | Matilda Vinberg         | 16 mars 2003             | 6       | 1   | England  | Tottenham       |
|    | MF   | Julia Zigiotti Olme     | 24 december 1997         | 27      | 1   | Tyskland | Bayern München  |

### Flest landskamper spelade

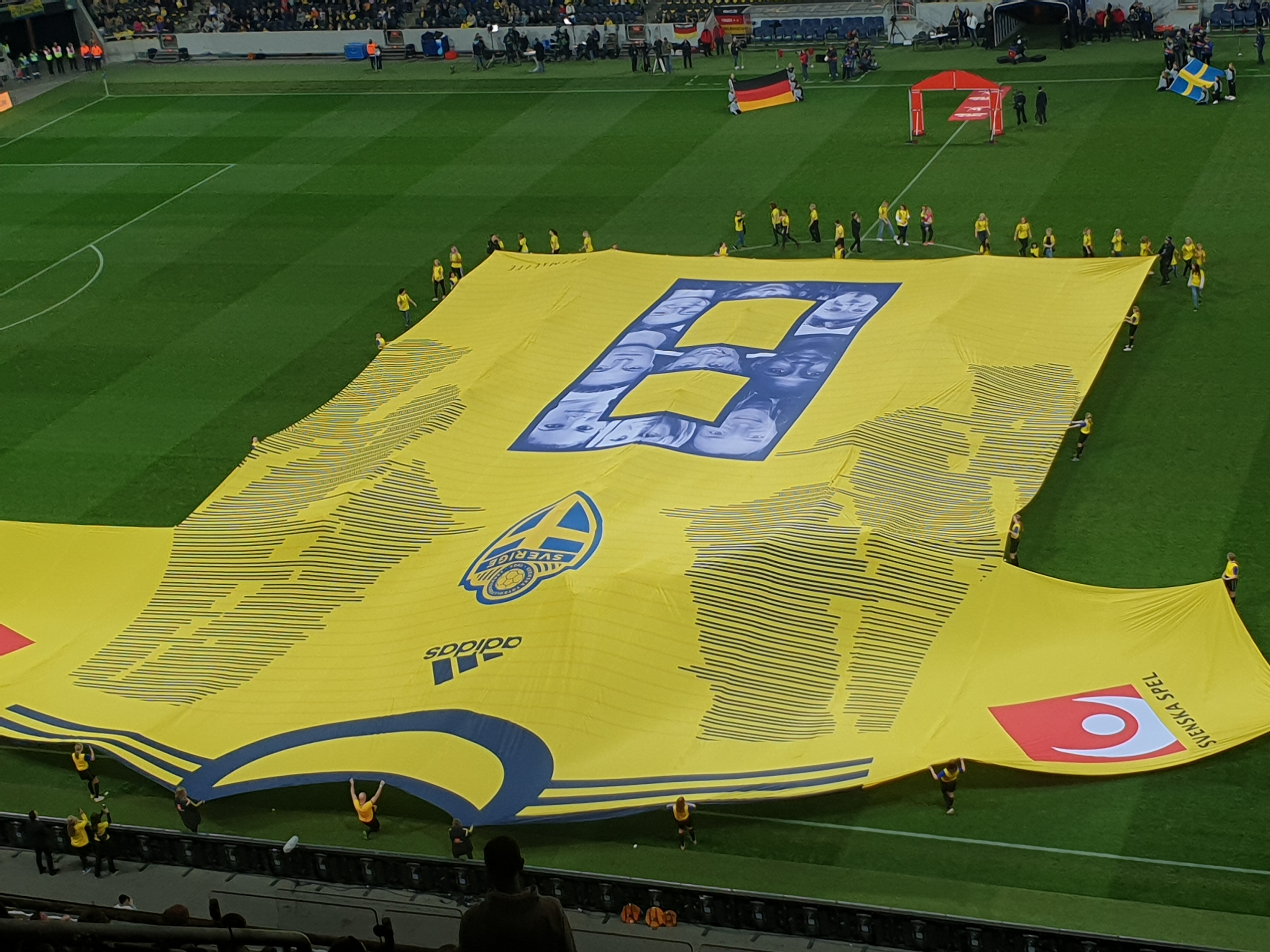
Presentation av tröja nummer 8 inför landskampen mellan Sverige och Tyskland på Friends Arena 2019.

Här listas de 50 spelarna med flest antal landskamper. Siffrorna gäller åren 1973–2022.
Antal landskamper (mål) – Spelares namn

1. 233 (32) – Caroline Seger[31]
2. 214 (21) – Therese Sjögran[32]
3. 189 (23) – Nilla Fischer[33]
4. 189 (0) – Hedvig Lindahl[34]
5. 185 (88) – Lotta Schelin[35]
6. 169 (44) – Kosovare Asllani[36]
7. 166 (68) – Victoria Sandell Svensson[37]
8. 157 (14) – Kristin Bengtsson[38]
9. 151 (38) – Malin Andersson[39]
10. 146 (71) – Pia Sundhage[40]
11. 141 (23) – Sofia Jakobsson[41]
12. 134 (11) – Lisa Dahlkvist[42]
13. 134 (17) – Linda Sembrant[43]
14. 132 (5) – Sara Thunebro[44]
15. 130 (72) – Hanna Ljungberg[45]
16. 126 (2) – Karolina Westberg
17. 118 (6) – Hanna Marklund
18. 113 (21) – Malin Moström
19. 112 (8) – Sara Larsson
20. 112 (0) – Elisabeth Leidinge
21. 111 (71) – Lena Videkull
22. 109 (11) – Jane Törnqvist
23. 102 (12) – Olivia Schough[46]
24. 97 (7) – Linda Fagerström
25. 92 (10) – Magdalena Eriksson[47]
26. 88 (37) – Anneli Andelén
27. 88 (23) – Helen Johansson
28. 86 (28) – Stina Blackstenius[48]
29. 80 (20) – Josefine Öqvist
30. 80 (0) – Caroline Jönsson
31. 78 (10) – Malin Swedberg
32. 78 (2) – Frida Östberg
33. 77 (7) – Charlotte Rohlin
34. 76 (1) – Åsa Lönnqvist
35. 76 (3) – Elin Rubensson[49]
36. 73 (24)– Fridolina Rolfö[50]
37. 72 (3) – Lina Nilsson
38. 70 (12) – Anette Börjesson
39. 69 (2) – Eva Zeikfalvy
40. 67 (9) – Salina Olsson
41. 67 (7) – Anna Sjöström[51]
42. 64 (19) – Jessica Landström
43. 63 (6) – Malin Lundgren
44. 63 (8) – Amanda Ilestedt
45. 62 (3) – Cecilia Sandell[52]
46. 62 (20) – Lina Hurtig
47. 61 (0) – Jessica Wik[53]
48. 58 (6) – Anna Svenjeby
49. 58 (1) – Emma Berglund[54]
50. 58 (1) – Hanna Glas

### Sveriges förbundskaptener
| Förbundskapten         | Period    |
| ---------------------- | --------- |
| Christer Molander      | 1973      |
| Hans Karlsson          | 1974–1976 |
| Tord Grip              | 1977–1978 |
| Ulf Bergquist          | 1979      |
| Ulf Lyfors             | 1980–1987 |
| Gunilla Paijkull       | 1988–1991 |
| Bengt Simonsson        | 1992–1996 |
| Marika Domanski Lyfors | 1996–2005 |
| Thomas Dennerby        | 2005–2012 |
| Pia Sundhage           | 2012–2017 |
| Peter Gerhardsson      | 2017–2025 |

## Kända kampsånger
| Låt                            | Artist                                              | Slutspel |
| ------------------------------ | --------------------------------------------------- | -------- |
| Vi är tjejer, vi är bäst       | Pia Sundhage och damlandslaget                      | EM 1987  |
| Det är nu!                     | Åsa Jinder, Susanne Alfvengren och Marianne Flynner | VM 1995  |
| Gula & blå (tjejernas år i år) | Mia Löfgren, Popbandet och Damlandslaget            | VM 2003  |
| Champions                      | Shirley Clamp                                       | OS 2004  |
| Rhythm Drives Me Crazy         | BWO                                                 | VM 2007  |
| Winning Ground                 | Eric Saade                                          | EM 2013  |
| Marken under oss               | Medina                                              | VM 2015  |
| Enade                          | Lydia Schough                                       | VM 2019  |
| Vi:et i vinsten                | Molly Sandén                                        | EM 2022  |
| Våran sång                     | Miss Li                                             | VM 2023  |